# L'equilibri del terror
"L'equilibri del terror" (títol original en anglès "Balance of Terror") és el catorzè episodi de la primera temporada de la sèrie de televisió de ciència-ficció estatunidenca Star Trek. Escrit per Paul Schneider i dirigit per Vincent McEveety, es va emetre per primera vegada el 15 de desembre de 1966.
A l'episodi, l'USS Enterprise lluita contra un vaixell romulà després d'investigar un agressor no identificat que ha destruït metòdicament els llocs avançats de la Federació a la vora de la Zona Neutra.
"L'equilibri del terror" presenta el dispositiu de camuflatge i els romulans. Mark Lenard interpreta el comandant romulà; més tard va retratar el pare de Spock Sarek en la majoria de les seves aparicions posteriors a Star Trek, així com un capità klíngon a Star Trek: La pel·lícula.
Els esdeveniments de l'episodi s'exploren dins d'un futur alternatiu a l'episodi Star Trek: Strange New Worlds (2022) "A Quality of Mercy".

## Argument
L'USS Enterprise, sota el comandament del capità Kirk, està investigant una pèrdua de comunicacions amb una línia d'avançades de la Terra prop de la Zona Neutral romulana, formada sota els termes del tractat de pau que va posar fi a la Guerra Terra-Romulana un segle abans. Com que en aquell moment no hi havia comunicacions visuals, les dues races no s'han vist mai.
Mentre Kirk oficia el casament del tinent Tomlinson i l'alferes Martine, Outpost 4 és atacat. L' Enterprise corre per ajudar a Outpost 4 i es posa en contacte amb el comandant de la base, Hansen, que revela que és l'únic supervivent d'un atac d'un enemic desconegut. Mentre parlen, la nau enemiga reapareix, dispara i desapareix.
Tot i que està protegit sota una milla de ferro en un asteroide, el lloc avançat és destruït i Hansen matat.
Els sensors de la nau localitzen l'atacant, que roman invisible. Kirk descobreix que l'atacant està equipat amb un dispositiu d'ocultació. Un missatge codificat de l'intrus proporciona una visió a través d'una de les seves càmeres internes, revelant humanoides amb un aspecte com vulcanians. El tinent Stiles, el navegant, fill d'una família de serveis que va perdre diversos membres a la Guerra Terra-Romulana, comença a qüestionar la lleialtat del primer oficial de l' Enterprise, Spock.
Durant una discussió sobre les capacitats de la nau romulana, Stiles suggereix l'atac de l’Enterprise abans que pugui arribar a la Zona Neutral. Spock està d'acord; raona que si els romulans són de fet una branca de l'espècie vulcana i haguessin conservat la filosofia marcial del passat antic dels vulcans, segurament s'aprofitarien de qualsevol debilitat percebuda.
Es produeix un joc del gat i la rata. L'Enterprise és més ràpida i més maniobrable, mentre que la nau romulana té un dispositiu d'encobriment i torpede de plasma immensament destructius. No obstant això, l'abast d'aquests torpedes és limitat, i disparar-ne requereix tanta potència que el vaixell s'ha de descostar primer.
Després de diversos atacs, els romulans, gairebé vençuts, planten una arma nuclear enmig de les deixalles llençades. Quan Spock detecta un "objecte amb carcassa metàl·lica", Kirk ordena un tret de faser a boca de canó que detoni el dispositiu. L'Enterprise és sacsejada per l'explosió i molts dels membres de la tripulació del faser es veuen incapacitats, la qual cosa requereix que Stiles ompli. Kirk ordena que les operacions funcionin amb una potència mínima per exagerar el dany aparent i atraure els romulans a fer un tret mortal. Tot i que el comandant romulà sospita de la trampa de Kirk, Decius, un membre de la tripulació de comandament ben vinculat políticament, el pressiona perquè l'ataqui. Quan la nau romulana es descobreix per llançar un torpede, Kirk intenta saltar el seu parany, però una fuita de refrigerant a la sala de control del faser incapacita Stiles i Tomlinson. Spock, a qui Stiles havia insultat com a innecessari a la sala de control del faser, torna per rescatar Stiles i dispara els fsers, ferint mortalment la nau romulana.
Kirk saluda els romulans i per fi es comunica directament amb el seu oponent, oferint pujar bord dels supervivents. El comandant romulà li diu a Kirk que lamenta haver-lo conegut en combat, que "Tu i jo som d'un tipus. En una realitat diferent, et podria haver dit amic". Declina l'oferta de Kirk de treure la seva tripulació, dient al capità que no és la manera romulana de ser fet presoner. Aleshores, el comandant activa el sistema d'autodestrucció de la seva nau.
L'única mort d'Enterprise és el tinent Tomlinson. Kirk va a la capella per oferir consol a una alferes Martine afligida.

## Repartiment i doblatge al català
La sèrie va ser doblada al català pels estudis Tecni-3 (primera part) i Diálogo (segona part) i emesa a TV3 l’any 1989. Els dobladors de l'episodi foren:
| Personatge                | Actor/actriu       | Veu en català                      |
| ------------------------- | ------------------ | ---------------------------------- |
| James T. Kirk             | William Shatner    | Jordi Boixaderas                   |
| Spock                     | Leonard Nimoy      | Isidre Sola i Llop                 |
| Montgomery Scott 'Scotty' | James Doohan       | Joan Carles Gustems Domènec Farell |
| Hikaru Sulu               | George Takei       | Jaume Nadal Enric Cusí             |
| Nyota Uhura               | Nichelle Nichols   | Glòria Roig Azucena Díaz           |
| Comandant romulà          | Mark Lenard        | Antoni Puig                        |
| Tinent Stiles             | Paul Comi          | Jordi Vilaseva                     |
| Robin Tomlinson           | Stephen Mines      | Enric Cusí                         |
| Decius                    | Lawrence Montaigne | Jaume Comas                        |
| Angela Martine            | Barbara Baldavin   | Maria Josep Guasch                 |
| Hansen                    | Garry Walberg      | Pepe Mediavilla                    |

## Producció
The Star Trek Compendium va afirmar que l'episodi era essencialment una versió de ciència-ficció de la pel·lícula de submarins The Enemy Below, que representava un joc del gat i la rata entre el Enterprise com el destructor estatunidenc contra la nau romulana com l'U-Boot.
El director Vincent McEveety havia vist la pel·lícula de 1957 The Enemy Below, però només va notar les similituds entre la seva trama i aquest episodi més tard. Va admetre "Òbviament, és la mateixa història."
La banda sonora "In the Chapel", interpretada durant l'escena d'obertura de la cerimònia del casament, és un mix instrumental de la cançó anglesa del segle XIX "Long, Long Ago" de Thomas Haynes Bayly i el "Cor nupcial" de Richard Wagner.
El terme torpede de fotons només es va inventar per a un episodi posterior "L'arena", però el mateix efecte s'utilitza en aquest encara que es diu faser.
El 16 de setembre de 2006, "L'equilibri del terror" es va convertir en el primer episodi de Star Trek remasteritzat digitalment, amb efectes visuals millorats i nous, naus espacials generades per ordinador (CGI) i format d'alta definició.
En aquest episodi apareixen tots els actors secundaris habituals de Star Trek: Eddie Paskey (el tinent Lesley), Frank da Vinci (el tinent Brent), William Blackburn (el tinent Brent), Ron Veto (Harrison), John Arndt (Fields) i Jeanne Malone (contramestre de l'Enterprise i substituta de Grace Lee Whitney).

## Recepció
L'episodi és sovint elogiat per la crítica i apareix regularment a les llistes dels millors episodis de Star Trek. El 2016, The Washington Post va classificar "L’equilibri del terror" com el tercer millor episodi de tota la franquícia Star Trek, assenyalant que investiga la connexió entre les guerres i la raça, que mostra. ambdues parts d'un conflicte a l'espai profund. Un article del 2017 a The Washington Post que classificava els set capitans de Star Trek va incloure una menció especial al capità del vaixell romulà, anomenant-lo "El capità alienígena més gran".
El 2016, Business Insider va classificar "L'equilibri del terror" com el millor episodi de La sèrie original. El 2016, SyFy va classificar l'estrella convidada Mark Lenard (el capità romulà), com la vuitena millor estrella convidada a La sèrie original. El 2016, Empire el classifica com el 43è millor en un rànquing dels 50 millors dels més de 700 episodis de televisió de Star Trek. El crític Ed Gross va elogiar l'episodi per explorar el tema del fanatisme i com "una peça de televisió que aconsegueix evocar un suspens genuí quan un comandant intenta superar l'altre".

## Llegat
L'estrella convidada Mark Lenard, que va interpretar el comandant romulà, va tornar a l'episodi "Viatge a Babel" on va interpretar Sarek, el pare de Spock. Lenard té la distinció d'haver interpretat un romulà, un klíngon i un vulcanià al llarg de la sèrie, l'únic actor que ho ha fet.
Bryan Fuller va qualificar l'episodi de "preferit" i de "pedra de toc" que va influir en la creació de l'arc de la història a Star Trek: Discovery.
Els esdeveniments de l'episodi es revisen a l'episodi "A Quality of Mercy" de Star Trek: Strange New Worlds, on Christopher Pike (Anson Mount ) veu un futur alternatiu en què no estava discapacitat i ha mantingut la capitania de l'USS Enterprise. Es destaquen les diferències entre Pike i Kirk; mentre que la preferència de Pike per la pau i el respecte mutu finalment aconsegueix l'admiració del comandant romulà, l'intent pacífic de negociar amb els romulans, que veuen el gest com un acte de debilitat i determinen que la Federació també és feble, provocant el reinici de la guerra oberta amb els romulans, i és, en última instància, la descarada actitud, l'astúcia i la sort de Kirk del futur alternatiu el que amb prou feines va salvar l'alternativa Enterprise; S'entén que la seva qualitat és la que va impedir la guerra oberta amb els romulans a la línia de temps original.

## Obres no canòniques
L'editor de còmics IDW Publishing va publicar una preqüela, Star Trek Alien Spotlight: Romulans i una seqüela, Star Trek Romulans: The Hollow Crown. No formen part del cànon oficial de Star Trek